# Ensemble de Vitali
L'ensemble de Vitali, aussi appelé espace de Vitali, est un exemple simple de partie non mesurable de la droite réelle, découvert en 1905 par le mathématicien Giuseppe Vitali. L'axiome du choix joue un rôle essentiel dans sa construction.

## Les ensembles de Vitali
Soit la relation pour laquelle deux réels sont en relation si leur différence est un rationnel. Cette relation est une relation d'équivalence.
Chaque classe d'équivalence élément du groupe quotient ℝ/ℚ rencontre l'intervalle unité [0, 1]. En effet si on note {\displaystyle \lfloor x\rfloor } la partie entière (par défaut) de {\displaystyle x}, alors {\displaystyle x} et {\displaystyle x-\lfloor x\rfloor } sont équivalents. Chaque classe d’équivalence est non-vide, l’axiome du choix assure donc l'existence d'une partie V de [0, 1] qui contienne un et un seul représentant de chaque classe de réels modulo ℚ.
Tout ensemble V de cette forme est un « ensemble de Vitali » du groupe abélien polonais (ℝ, +).
Les ensembles de Vitali ne sont pas mesurables au sens de Lebesgue et ne vérifient pas la propriété de Baire.

## Preuve de la non-mesurabilité
Supposons par l'absurde V mesurable. On considère l'ensemble :
formé par la réunion de certains translatés de V. A est mesurable en tant que réunion dénombrable d'ensembles mesurables.
On remarque que cette réunion est formée d'ensembles deux à deux disjoints puisque V ne contient qu'un réel par classe d'équivalence modulo ℚ. La mesure de Lebesgue de A est donc la somme infinie dénombrable de celle de V ; puisqu'elle est inférieure à 3, cela oblige la mesure de V, et donc celle de A, à être nulles.
On observe pourtant que [0, 1] est inclus dans A. En effet, par définition de V, tout réel x de [0, 1] est congru modulo ℚ à un élément y de V ; ceci signifie que x – y appartient à ℚ. De plus, comme x et y sont tous deux dans [0, 1], –1 ≤ x – y ≤ 1 donc x, qui est dans le translaté V + (x – y), est élément de A. Un ensemble de mesure nulle contenant [0, 1] fournit une contradiction.